# Киевская семёрка

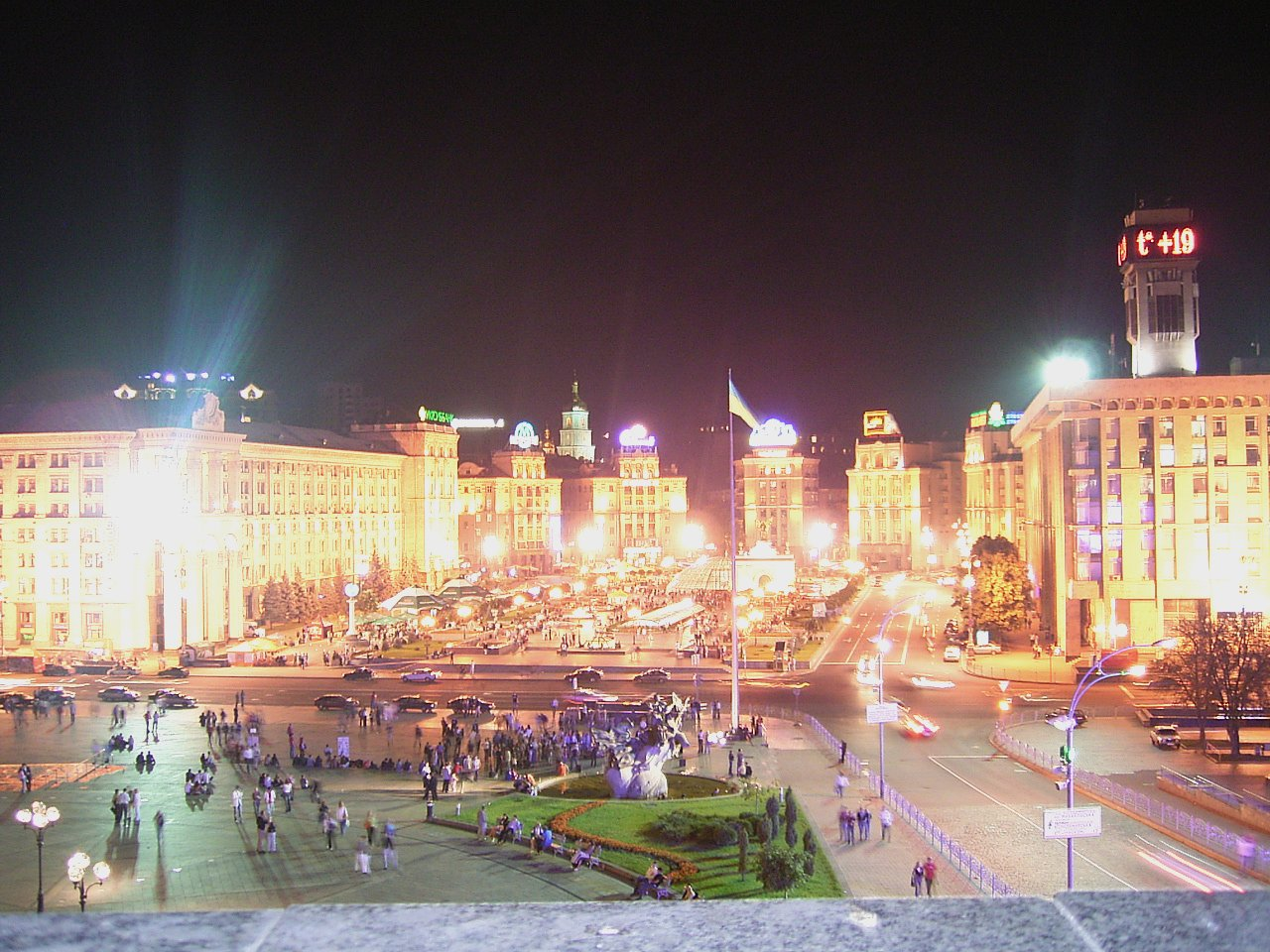
Семь городских кварталов г. Киева, которые сходятся к Площади независимости и ограничены улицей Крещатик

Ки́евская фина́нсово-промы́шленная гру́ппа: Виктор Медведчук, Валентин Згурский, Григорий и Игорь Суркисы, Богдан Губский, Юрий Карпенко, Юрий Лях.
Формирование этой группы началось ещё во времена СССР — в 1989 году. Его связывают прежде всего с именем Валентина Згурского — влиятельного в советской Украине функционера, главы киевского исполкома. В начале XXI в. он возглавляет наблюдательные советы ЗАО "Футбольный клуб «Динамо», промышленно-финансового концерна «Славутич» и ЗАО «Украинский кредитный банк».
«Киевская группа» в 1992 г. через оффшорные фирмы, среди которых «Берли менеджмент» и «Ньюпорт менеджмент», создала многопрофильный концерн АО «Национальный инвестиционный фонд «Омета XXI века». Его структурные подразделения: «Омета-траст», «Омета-Инвест», «Омета-Инстер» и «Омета-прайвит».